# Гвилми
Гвилми (итал. Guilmi) је насеље у Италији у округу Кјети, региону Абруцо.
Према процени из 2011. у насељу је живело 432 становника. Насеље се налази на надморској висини од 640 м.

## Становништво
| 1931. | 1936. | 1951. | 1961. | 1971. | 1981. | 1991. | 2001. | 2011. |
| ----- | ----- | ----- | ----- | ----- | ----- | ----- | ----- | ----- |
| 1.651 | 1.572 | 1.407 | 1.090 | 877   | 893   | 660   | 520   | 432   |